# Sekundäre Altrizialität
Die sekundäre Altrizialität ist das Wachstum des Gehirns weit über die Geburt hinaus. Sie ist eine Besonderheit des Menschen. Während bei den meisten Primaten das Gehirn bei der Geburt schon weitgehend entwickelt ist, beträgt das Gehirnvolumen eines neugeborenen Kindes nur etwa 25 Prozent des Gehirnvolumens eines erwachsenen Menschen (beim Schimpansen: 40 Prozent). 

## Wachstum des Gehirns beim Menschen
Im ersten Lebensjahr wächst das Gehirn in derselben Geschwindigkeit weiter wie vor der Geburt, sodass ein einjähriges Kind bereits 50 Prozent (beim Schimpansen 80 Prozent) des Gehirnvolumens eines Erwachsenen erreicht hat.
Speziell in den ersten zehn Lebensjahren, die das Gehirn zum Wachsen und Reifen benötigt, sind Menschenkinder stark auf die Unterstützung ihrer Eltern und ihres sozialen Umfelds angewiesen. Diese lange Zeitspanne, in der sich das Gehirn noch weiterentwickelt und sich immer neue neuronale Vernetzungen bilden, fördert die Entwicklung kognitiver Fähigkeiten. Die intensive Interaktion von somatischen und senso-motorischen Hirnregionen über diesen langen Zeitraum könnte sogar eine Voraussetzung dafür gewesen sein, dass die Sprache entstehen konnte. Bisher war es unter Paläoanthropologen jedoch umstritten, wann sich in der Evolution des Menschen die sekundäre Altrizialität entwickelt hat.

## Ursache der sekundären Altrizialität
Da der Mensch sich biped, das heißt auf zwei Beinen, fortbewegt, hat sich die Konfiguration des Beckens verändert. Insgesamt wurde es schmaler und der Beckenausgang somit enger. Gleichzeitig hat sich das Gehirnvolumen im Laufe der Evolution vergrößert. Der Nachwuchs musste also früher geboren werden, damit der Kopf noch durch die schmalere Beckenöffnung passte. Nach der Geburt konnten der Kopf und das Gehirn dann zur vollen Größe heranwachsen (Obstetrisches Dilemma).